# She Wore a Yellow Ribbon (песня)

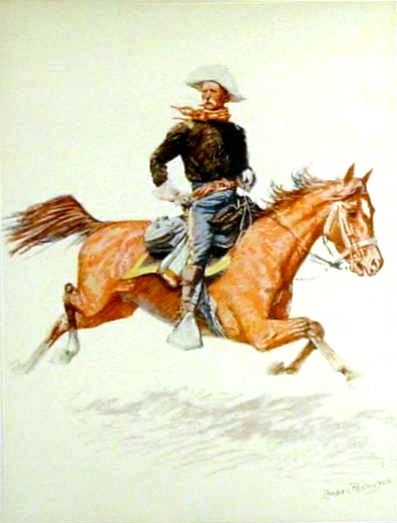
Фредерик Ремингтон. «A Cavalry Officer», репродукция 1956 г. с оригинальной фотолитографии 1901 г.

«She Wore a Yellow Ribbon» (с англ. — «Она носила жёлтую ленту») — название американской песни времен Гражданской войны. Также является названием фильма (см. значения).

## Значение и история песни
Жёлтый цвет является традиционным приборным цветом (войсковым отличием) американской кавалерии; в американской фильмографии существуют киноленты, изображающие горную кавалерию армии США второй половины XIX века с повязанными вокруг шеи платками жёлтого цвета. Однако шейный платок любого цвета был совершенно недопустим в соответствии с уставом «Установленные образцы униформы и одежды Армии Соединённых Штатов» (англ. «Regulations for the Uniform and Dress of the Army of the United States», редакции 1872 и 1898 гг.).
Невзирая на правила, шейные платки активно использовались для борьбы с такими неудобствами походной жизни, как дорожная пыль. Отношение кавалерии к шейным платкам (в частности, жёлтого цвета) просматривается в работах популярного американского художника конца XIX века, бывшего современником описываемых событий — Фредерика Ремингтона.
В армии США символика жёлтой ленточки используется в популярной песне. Первая версия текста была опубликована в 1917 году Джорджем А. Нортоном (англ. George A. Norton); свой текст он озаглавил Round Her Neck She Wears a Yeller Ribbon (For Her Lover Who Is Far, Far Away). В песне говорится о любви девушки по имени Сьюзи Симпкинс (англ. Susie Simpkins) и солдата Сайласа Хаббарда (англ. Silas Hubbard). В той версии текст был таков:
Текст песни изменялся певшими её людьми, изменялось и название. Широкую известность песня получила после выхода на экраны вестерна 1949 года «She Wore a Yellow Ribbon». Она исполнялась в 1940-х годах многими известными в США исполнителями, включая Митча Миллера и The Andrews Sisters. В исполнении военных США текст приобрел современную форму.